# Fenwick Island
Fenwick Island és una població dels Estats Units a l'estat de Delaware. Segons el cens del 2000 tenia 342 habitants.

## Demografia
Segons el cens del 2000, Fenwick Island tenia 342 habitants, 178 habitatges, i 126 famílies. La densitat de població era de 388,4 habitants/km².
Dels 178 habitatges en un 5,6% hi vivien nens de menys de 18 anys, en un 67,4% hi vivien parelles casades, en un 2,8% dones solteres, i en un 28,7% no eren unitats familiars. En el 26,4% dels habitatges hi vivien persones soles el 15,7% de les quals corresponia a persones de 65 anys o més que vivien soles. El nombre mitjà de persones vivint en cada habitatge era d'1,92 i el nombre mitjà de persones que vivien en cada família era de 2,25.
Per edats la població es repartia de la següent manera: un 6,1% tenia menys de 18 anys, un 2,6% entre 18 i 24, un 11,1% entre 25 i 44, un 40,6% de 45 a 60 i un 39,5% 65 anys o més.
L'edat mediana era de 61 anys. Per cada 100 dones de 18 o més anys hi havia 86,6 homes.
La renda mediana per habitatge era de 58.333 $ i la renda mediana per família de 68.750 $. Els homes tenien una renda mediana de 46.607 $ mentre que les dones 48.750 $. La renda per capita de la població era de 44.415 $. Aproximadament el 3,3% de les famílies i el 8,5% de la població estaven per davall del llindar de pobresa.

## Poblacions més properes
El següent diagrama mostra les poblacions més properes.